# Comoras en los Juegos Olímpicos de Tokio 2020
Comoras estuvo representada en los Juegos Olímpicos de Tokio 2020 por tres deportistas, dos hombres y una mujer, que compitieron en dos deportes.
Los portadores de la bandera en la ceremonia de apertura fueron los atletas Fadane Hamadi y Amed Elna. El equipo olímpico comorense no obtuvo ninguna medalla en estos Juegos.